# 吉田山田
吉田山田（日语：／），日本的二人音乐组合，2005年结成。为Pony Canyon旗下艺人。

## 成员
- 吉田结威（日语：／ Yoshida Yui，1983年9月9日（41歲）），出生于兵库县神户市。
- 山田义孝（日语：／ Yamada Yoshitaka，1983年12月13日（41歲）），出生于东京都。

## 经历
1999年，吉田与山田入读东京都立明正高等学校。在学中山田对吉田的吉他弹唱产生了兴趣，有了一起做音乐的想法，但直到毕业，并未施行。毕业后吉田进入和光大学学习心理学，山田则成为了一个龙套演员。一年后，山田联络吉田提议开始音乐活动，此时吉田在学业上遇到了瓶颈，接受了山田的提议。刚开始时期二人对于如何作曲都不了解，山田提议去纽约修行，这次修行也加深了二人的关系。
2005年回国后，开始正式音乐活动。最早以本名为组合名，粉丝则称呼为“吉田山田”。2006年开始在事务所相关人士的帮助下强化学习，并开始在全国范围内参与演出。到2009年10月发售第一张单曲并在波丽佳音正式主流出道。
2010年10月发售首张专辑，并进行了全国巡回演唱会。同时开始了ZIP-FM的常规广播节目。
2013年发售第8张单曲获得Oricon周榜第14位，这也是吉田山田至今获得的最好成绩。同年二人参加大阪马拉松赛都完成了全程。
2013年12月发售第9张单曲，该曲是为NHK“大家的歌”节目所写，并在2013年12月至2014年1月间播放，此后4度重播。
2014年1月发售第3张专辑《吉田山田》，被选为第56届日本唱片大奖优秀专辑奖。
2015年发售首个演唱会DVD作品。
2016年发售第4张、出道第7年的专辑《47》，并开始日本全国47都道府县巡回。
2019年发售第13张单曲成为电视动画《火之丸相扑》的结束曲。并预定再次进行47都道府县巡回。

## 作品

### 单曲
|      | 发售日         | 标题 | 唱片编号           | 最高排位 |
| ---- | -------------- | ---- | ------------------ | -------- |
| 1st  | 2009年10月21日 |      | PCCA-03023         | 110位    |
| 2nd  | 2010年2月3日   |      | PCCA-70272         | －       |
| 3rd  | 2010年6月30日  |      | PCCA-70285         | 80位     |
| 4th  | 2011年7月27日  |      | PCCA-70305         | 55位     |
| 5th  | 2012年1月25日  |      | PCCA-03529         | 67位     |
| 6th  | 2012年10月17日 |      | PCCA-70342         | 30位     |
| 7th  | 2013年4月17日  |      | PCCA-70367         | 40位     |
| 8th  | 2013年10月9日  |      | PCCA-03917 / 03918 | 14位     |
| 9th  | 2013年12月18日 |      | PCCA-70391         | 30位     |
|      | 2014年8月27日  |      | PCCA-04101         | 21位     |
| 10th | 2015年6月17日  |      | PCCA-4185／4186    | 16位     |
| 11th | 2015年12月16日 |      | PCCA-04313／04314  | 25位     |
| 12th | 2017年5月24日  |      | PCCA-04498／04499  | 26位     |
| 13th | 2019年2月20日  |      | PCCA-70537／04750  |          |

### 专辑
|     | 发售日         | 标题 | 唱片编号                      | 最高排位 |
| --- | -------------- | ---- | ----------------------------- | -------- |
| 1st | 2010年10月20日 |      | PCCA-03285                    | 50位     |
| 2nd | 2012年3月7日   |      | PCCA-03547                    | 56位     |
| 3rd | 2014年1月29日  |      | PCCA-03967                    | 30位     |
| 4th | 2016年3月2日   |      | PCCA-04348 / 04349            | 20位     |
| 5th | 2017年11月1日  |      | PCCA-04590 SCCA-00058         | 17位     |
| 6th | 2018年10月31日 |      | PCCA-04706 / 04707 SCCA-00067 | 14位     |

### DVD
|     | 发售日        | 标题 | 唱片编号   | 最高排位 |
| --- | ------------- | ---- | ---------- | -------- |
| 1st | 2015年7月29日 |      | PCBP-52327 | 15位     |
| 2nd | 2016年11月2日 |      | PCBP-53156 | 14位     |